# There's No Other Way
There's No Other Way är den brittiska alternativa rockgruppen Blurs andra singel, utgiven den 15 april 1991, och gruppens första topp 10-hit. Som bäst nådde singeln plats 8 på den brittiska topplistan. Liksom föregångaren är singeln tagen från albumet Leisure.

## Låtlista
- CD

1. "There's No Other Way"
2. "Inertia"
3. "Mr Briggs"
4. "I'm All Over"

- 7" och kassett

1. "There's No Other Way"
2. "Inertia"

- 12" (släpptes 29 april)

1. "There's No Other Way" (12" remix)
2. "Won't Do It"
3. "Day Upon Day" (live)

- Amerikansk CD

1. "There's No Other Way"
2. "Inertia"
3. "Mr Briggs"
4. "I'm All Over"

Samtliga låtar är skrivna av Albarn/Coxon/James/Rowntree.